# مصطفى سلمى ولد سيدي مولود
مصطفى سلمى ولد سيدي مولود (ولد سنة 1968 بالسمارة ) هو قائد شرطة سابق لجبهة البوليساريو ومنشق سياسي.
تعرض للاختطاف على يد جبهة البوليساريو سنة 1979 من مدينة السمارة وتم ترحيله إلى مخيمات تندوف بالجزائر . تحصل على شهادة الدراسات العليا في الفيزياء من جامعة عنابة سنة 1990، وشهادة ضابط شرطة من المدرسة العليا للشرطة بالجزائر العاصمة سنة 1991..
في عام 2010، بعد زيارة عائلية للجزء الذي يسيطر عليه المغرب من الصحراء الغربية ، أعلن في 9 أغسطس، عن رغبته في فتح حوار داخل جبهة البوليساريو، حول مبادرة الحكم الذاتي المغربية لتسوية النزاع في الصحراء الغربية. وفي 30 أغسطس 2010، حاول العودة إلى مخيمات تندوف عبر الجدار المغربي شديد الحراسة.  اعتقلته قوات البوليساريو يوم 21 سبتمبر بالأراضي العازلة واتهمته بالخيانة العظمى .  
وقام إبراهيم غالي سفير البوليساريو بالجزائر العاصمة بوصف مصطفى سلمى بالخائن. 
في 8 أكتوبر 2010، جرت احتجاجات حول اختفاءه في سفارة الجزائر بواشنطن العاصمة  وفي أكتوبر 2010، صدر بلاغ عن إطلاق سراحه.  وفي ديسمبر 2010، تم إطلاق سراحه إلى المفوضية السامية للأمم المتحدة لشؤون اللاجئين على الحدود بين الصحراء الغربية وموريتانيا .  ومنذ إطلاق سراحه بقي سيدي مولود في موريتانيا، ولم يعد إلى المغرب أو مخيمات تندوف، ولم يدلي بأي تصريح.